# Pilsen Pride
Pilsen Pride je český festival LGBTQ hrdosti, který se od roku 2017 odehrává každoročně v Plzni, součástí festivalu je i tzv. „pochod hrdosti“. Po Prague Pride se jedná o druhý nejstarší stále probíhající pride festival v České republice.

## Vznik a první tři ročníky (2017 až 2019)
První ročník pride festivalu a zároveň průvodu hrdosti v Plzni se uskutečnil v sobotu 2. září 2017. U zrodu stály tři studentky Západočeské univerzity v Plzni (jednou z nich byla Andrea Luková). Na začátku byla myšlenka natočit dokument o Prague Pride, tato akce se však ukázala jako rozsáhlá a tak se rozhodly uspořádat obdobný festival v Plzni. Cílem akce bylo poukázat na to, že v Plzni není zázemí LGBT komunity a také na nerovné postavení LBGT lidí ve společnosti (neexistence manželství pro všechny, komplikovaná majetková práva, otázka adopcí a výchovy dětí).
Akce se zúčastnilo asi 400 lidí. Proti průvodu v centru města protestovalo několik desítek odpůrců. Těm se podařilo průvod nakrátko zablokovat při cestě z Mlýnské strouhy do Pražské ulice. Po několika minutách slovních výpadů, policie zajistila účastním průvodu klidnou cestu přes náměstí Republiky do Papírny.
Druhý ročník festivalu se konal 23. až 25. srpna 2018 a v sobotu 25. srpna 2018 proběhl i průvod hrdosti, kdy se do něj zapojilo asi 350 zejména mladých lidí. Hned po zahájení akce účastníkům průvodu v úzké Dřevěné ulici zatarasila cestu skupina 40 odpůrců. Po dvou výzvách policistů se rozešli a za kordonem pořádkové jednotky už jen na účastníky duhového průvodu pokřikovali. Průvod, hlídaný více než stovkou policistů, pak směřoval přes centrální náměstí, Kopeckého sady, zimní stadion a došel až na dvůr bývalého depa dopravních podniků DEPO2015, kde se konají kulturní akce. Organizátoři akce zdůrazňovali, že se nejedná o žádnou demonstraci ani protest, naopak jde jen o oslavu svobody. Odpůrci byli převážně členové politického uskupení Česká Plzeň, kteří nahlásili shromáždění „proti týrání dětí, propagaci pedofilie a jiným zvrácenostem". Mezi protestujícími byli zástupci Dělnické strany sociální spravedlnosti, Bloku proti islámu a Národní demokracie.
Kromě průvodu se v Plzni konaly další akce – v kulturním centru Papírny promluvil bývalý římskokatolický farář Jiří Pešek o homosexualitě v církvi, v kavárně Družba se promítal dokumentární film studentky antropologie na Západočeské univerzitě Andrey Lukové z loňského Pilsen Pridu a sociální geograf Michal Pitoňák přednášel o duševním zdraví a LGBT komunitě. V režii Lukáše Nozara proběhla i historicko-vlastivědní vycházka po místech spjatých s plzeňskou meziválečnou homosexuální komunitou. Za první republiky byla totiž Plzeň po Praze a Brnu místem, kde žil největší počet homosexuálů.
Třetí ročník průvodu Pilsen Pride proběhl dne 24. srpna 2019 v rámci Duhového týdne (19. až 25. srpna 2019). Akci krátce po jejím zahájení narušilo asi 50 jejích odpůrců. Protože nedbali výzev policie, z trasy je museli vytlačit těžkooděnci. Zásah provázely nadávky, obešel se ale bez násilí. Mezi odpůrci průvodu byli i lidé, kteří se sdružují kolem organizace nazvané Česká Plzeň. Naopak k příznivcům pochodu se připojili příznivci a členové politické strany Piráti, aby vyjádřili podporu za zrovnoprávnění LGBT komunity. Akce se zúčastnilo zhruba 400 až 450 zejména mladých lidí. Organizátoři se snažili poukázat, že téma LBGT osob se netýká jen hlavního města Prahy, ale celé republiky i světa.
Zatímco první ročník plzeňských duhových akcí (2017) nabídl jen průvod a afterparty, v roce 2018 už byl program třídenní a v roce 2019 se rozšířil na celý týden. Pilsen Pride se tak stal sice nejviditelnějším bodem Duhového týdne, ale nikoliv jediným. V Plzni se totiž konaly přednášky a besedy o různých aspektech LGBT komunity, promítaly filmů nebo proběhla historicko-vlastivědná vycházka po místech spjatých s plzeňskou meziválečnou homosexuální komunitou. Týden zakončil v neděli piknik.

## Covidové roky (2020 a 2021)
Další ročník festivalu se měl konat v termínu 26. až 29. srpna 2020, ale vzhledem k pandemii nemoci covid-19 bylo v červenci 2020 rozhodnuto o jeho zrušení. Alternativou tak byl dne 29. srpna 2020 duhový piknik. I kvůli špatnému počasí se ho však zúčastnilo jen něco přes deset diváků a pár organizátorů.
Také v roce 2021 se festival ani průvod nekonaly, nebyla uspořádána ani žádná alternativní akce.

## Obnovený festival a další tři ročníky (2022 až 2024)
V červenci 2022 bylo oznámeno obnovení festivalu Pilsen Pride včetně průvodu a stanoven termín na 9. až 11. září 2022 s tím, že v pátek 9. 9. proběhne série přednášek se zajímavými hosty v kavárně Družba a v sobotu 10. 9. brunch s výrobou transparentů ve Skautském institutu, odpolední průvod městem a následně informační stánky různých organizací v Papírně. Vše zakončí sobotní afterparty v gaybaru Míša, případně v neděli 11. 9. úklid a sdílení zážitků v Papírně. Organizátoři (zopakovali a) zdůraznili, že cílem Pilsen Pride je vzdělávání, upozornění na důležitost rovnosti lidských práv a vytvoření bezpečného prostředí pro kohokoliv, kdo patří do LGBTQIA+ komunity, pro jejich blízké a pro všechny, kdo tuto komunitu podporují.
Do průvodu se nakonec zapojily stovky mladých lidí, v procesí byly vidět duhové vlajky a řada transparentů poukazující na nerovnoprávnost mezi heterosexuálními a stejnopohlavními páry. Třídenní akce nabídla řadu přednášek, jež řešily témata duhových rodin i problémy, se kterými se v Česku setkávají trans a nebinární lidé. Tentokrát průvod nenarazil na žádný odpor. Vůbec poprvé zavlála na budově úřadu Plzeňského kraje duhová vlajka, její vyvěšení iniciovali zastupitelé zvolení za Piráty a uskupení „STAN, Zelení a PRO PLZEŇ“. Součástí akce bylo i anonymní testování na pohlavně přenosné nemoci.
V mezidobí 2022 a 2023 organizátoři festivalu zorganizovali v Plzni pietní akci po útoku na queer podnik Tepláreň v Bratislavě, lobbovali u politiků z regionu za přijetí zákona o manželství pro všechny či dále pracovali na vytvoření bezpečného prostředí pro queer lidi z regionu.
V roce 2023 proběhl festival i s průvodem v termínu od pátku 15. do neděle 17. září. Jednalo se o přednáškový pátek, sobotní průvod a after party a piknikovou neděli. V pátek byla v univerzitní kavárně Družba ke slyšení beseda na téma životní příběhy trans* a nebinárních lidí, program na stejném místě pokračoval autorským čtením (slam poetry a prezentace další vlastní tvorby) a projekcí filmu Lidi (2022, rež. Kateř Tureček) s následnou diskuzí. V sobotu proběhla ve Skautském institutu společná výroba bannerů a transparentů. Hlavně se však konal průvod hrdosti, který začal v odpoledních hodinách v Mlýnské strouze a vedl až k Papírenské lávce. Následně program v café baru Papírna pokračoval až do noci (stánky queer-friendly organizací, kapela The Opening Act, taneční vystoupení 8dob studio, drag queen, kapela Taco Blues). Paralelně probíhal v sobotu program s Queer & Trans Youth CZ určený pro mladé queer lidi, v neděli vše zakončil piknik & chill na Mikulášském náměstí. Do průvodu se zapojily stovky lidí, tentokrát nenarazil na žádné problémy.
Šestý ročník se uskutečnil od 11. do 15. září 2024. Festival začal ve středu vernisáží výstavy kvír umělectva s názvem Faunova zahrádka, pokračoval čtvrtečním autorským čtení a promítáním slovensko-českého snímku Šťastný člověk (2023, rež. Soňa G. Lutherová) a pátečními přednáškami o české teplé kinematografii a o tom, zda patří BDSM na pride. Program vyvrcholil v sobotu odpoledne duhovým průvodem hrdosti, kterého se i přes chladnější a větrnější počasí účastnila zhruba stovka lidí s duhovými vlajkami a transparenty. Doprovodný program nicméně hodně ovlivnilo počasí. Musel být přesunut nedělní piknik, který se tak uskutečnil ve vnitřních prostorách Jednoty a charitativní běh pro Amnesty International v Borském parku byl zrušen úplně.

## Tradiční festival (2025)
Sedmý ročník festivalu se uskuteční v termínu 8. až 14. září 2025 pod heslem „po vlastní cestě“.